# 彰化市 (省轄市)
彰化市（ジャンホワ/しょうか-し）は、かつて中華民国台湾省に存在した省轄市。

## 沿革
1945年（昭和20年/民国34年）10月25日、日本の敗戦に伴って台湾は中華民国国民政府に接収（台湾光復）され、台湾省が設置された。同年12月1日に台湾省の省轄市として彰化市が設置され、彰北・彰西・彰南・大竹の4区が設置された。
1950年（民国39年）10月25日、「台湾省各県市地方自治実施綱要」の施行に伴い、台湾省全体で行政区画の大規模な改編が行われた。彰化市は廃止され、台中県から分離して新設された彰化県に編入された。翌1951年（民国40年）7月6日に台湾省政府から彰化への県轄市設置の認可が下りたことを受け、11月30日に彰北・彰西・彰南・大竹の4区が合併し、彰化県の県轄市としての彰化市が成立した。

## 歴代市長
| 代 | 氏名   | 就任           | 退任           |
| -- | ------ | -------------- | -------------- |
| 1  | 韋淡明 | 1945年12月1日  | 1945年11月26日 |
| 2  | 王一麟 | 1945年11月26日 | 1948年4月2日   |
| 3  | 陳錫卿 | 1948年4月2日   | 1950年10月21日 |